# Covid19-világjárványhoz kapcsolódó hiányok
A Covid19-pandémia okozta hiány az orvosi anyagokból, gyártási és fogyasztási cikkekből gyorsan világszerte jelentős problémává vált, ahogyan a globális ellátási lánc megszakadása is, ami világszerte kihívást jelentett az ellátási láncok rugalmasságára nézve. A legtöbb országból hiányt jelentettek az egyéni védőeszközökből, például orvosi maszkokból és kesztyűkből, arcvédőkből és fertőtlenítőszerekből, valamint kórházi ágyakból, intenzív osztályos ágyakból, oxigénterápiás berendezésekből, lélegeztetőgépekből és ECMO-eszközökből.
Az emberi erőforrásokat, különösen az egészségügyi személyzetet a járvány és a kapcsolódó munkaterhelés elsöprő mértéke, valamint a fertőzés, az elszigeteltség, a betegség vagy az egészségügyi dolgozók halálozása miatt bekövetkező veszteségek kimeríthetik. A területek eltérő módon vannak felkészülve a világjárvánnyal való szembenézésre. Különböző sürgősségi intézkedéseket hoztak a felszereltségi szintek növelésére, például beszerzéseket, miközben adományok, helyi 3D készítők, önkéntes személyzet, kötelező behívás vagy készletek és gyári sorok lefoglalása is előfordult. A jelentések szerint a különböző országok és államok közötti licitháborúk e cikkekért jelentős problémát jelentenek: az árak emelkednek, a helyi kormányzat lefoglalja a megrendeléseket, vagy az értékesítő cég törli azokat, hogy a magasabb ajánlatot tevőhöz irányítsák át. Egyes esetekben az egészségügyi dolgozókat arra utasították, hogy ne beszéljenek ezekről a forráshiányos helyzetekről.
Mivel az intenzív osztályon az intenzív osztályon nem kezelt szükségleteket a legtöbb fejlett országban a rendelkezésre álló intenzív osztályos ágyak és lélegeztetőgépek mintegy 50-szeresére becsülik, a közegészségügyi szószólók és tisztviselők arra ösztönözték a polgárokat, hogy társadalmi távolságtartással ellapítsák a görbét. Arra is felszólítottak, hogy a hiány ellenére növeljék az egészségügyi kapacitást.

## Háttér

### Hosszú távú és strukturális
A 2000-es évekbeli figyelmeztetéseket és fokozott felkészültséget követően a 2009-es sertésinfluenza-világjárvány gyors járványellenes reakciókat eredményezett a nyugati országokban. Az enyhe tünetekkel és alacsony halálozási aránnyal rendelkező H1N1/09 vírustörzs végül a közszféra túlzott reakciókészsége, a kiadások és a 2009-es influenza elleni védőoltás magas költség-haszon aránya miatt visszahatáshoz vezetett. A következő években az orvosi felszerelések nemzeti stratégiai készleteit nem újították fel rendszeresen. Franciaországban a H1N1 elleni vakcinákra és maszkokra fordított 382 millió eurós kiadást széles körben bírálták. A francia egészségügyi hatóságok 2011-ben úgy döntöttek, hogy nem cserélik le készleteiket, csökkentik a beszerzési és tárolási költségeket, jobban támaszkodnak a Kínából érkező szállítmányokra és a just-in-time logisztikára, és a felelősséget fakultatív alapon a magáncégekre osztják. 2013-ban a költségmegtakarítás érdekében egy törvény a francia kormányról a köz- és magánvállalkozásokra ruházta át az egyéni védőeszköz-készletekkel kapcsolatos felelősséget, amelyeknek meg kellett tervezniük a dolgozóik biztonságát, anélkül, hogy ellenőrzési mechanizmusokat vezettek volna be. A nemzeti gyártók nem tudtak versenyezni a kínai gyártók áraival ezen az új, nyitott piacon. A korábbi stratégiai maszkgyártó 2018-ban bezárt, míg a francia stratégiai készlet ebben az időszakban a 2010-es egymilliárd sebészeti maszkról és 600 millió FFP2 maszkról 2020 elejére 150 millióra, illetve nullára csökkent. Franciaországot esettanulmánynak nevezték Juan Branco, a francia elnök Emmanuel Macron hatalomra emeléséről szóló kritikus könyv szerzője azzal érvelt, hogy a vezetésben az önző hatalomkeresés és a lojalitás önző hatalomkeresés és a lojalitás a vak számviteli elemzésen és vezetésen keresztül vezet fiatal és kísérletezetlen embereket az országos egészségügyi reformokért felelős országos egészségügyi reformokért. Franciaországot esettanulmányként idézték azon országok számára, amelyek most az egészségügyi ellátás globalizációjának elmúlt két évtizedében bekövetkezett fordulatot fontolgatják az alacsonyabb közvetlen költségek elérése érdekében. Ugyanezt a megközelítést alkalmazták az Egyesült Államokban is. Az Egyesült Államok stratégiai nemzeti készletének a 2009-es influenzajárvány ellen használt maszkok készletét sem az Obama-kormányzat, sem a Trump-kormányzat nem töltötte fel. Mike Bowen, a Prestige Ameritech amerikai maszkgyártója már évek óta figyelmeztetett arra, hogy az USA maszkellátási lánca túlságosan függ Kínától. Ahogy Juan Branco Franciaországnak, Obama volt amerikai elnök elítélte a rövid távú individualista gondolkodásmódot, amely negatívan befolyásolja az állami döntéshozatalt és felkészültséget.

Számos állami (Egészségügyi Világszervezet (WHO), Világbank, Globális Felkészültségi Megfigyelő Testület) és magánkezdeményezés hívta fel a figyelmet a világjárvány veszélyeire és a jobb felkészültség szükségességére. Bill Gates 2015 óta figyelmeztet arra, hogy fel kell készülni egy globális világjárványra. A nemzetközi megosztottság és a megfelelő együttműködés hiánya korlátozta a felkészültséget. A WHO influenza-világjárványra való felkészültségi projektjének kétéves költségvetése 39 millió USD volt, a WHO 2020-2021-es 4. milliárd USD-s költségvetéséből. Bár a WHO ajánlásokat ad, nincs tartós mechanizmus az országok járványokra való felkészültségének és gyorsreagálási képességeinek felülvizsgálatára. Roland Rajah nemzetközi közgazdász szerint vannak ugyan iránymutatások, de a helyi intézkedések a helyi kormányzástól függnek. Andy Xie a South China Morning Post című lapban írt cikkében úgy érvelt, hogy a gazdasági mérőszámok megszállottjaiként a hatalmi elitek nem készítették fel közösségeiket a jól ismert járványveszélyekre.
A XXI. század elején az adórendszerek a legnagyobb vállalatoknak kedvezve, versenyellenes gyakorlatokkal és az innovációba és a termelésbe történő alacsonyabb beruházási arányokkal a vállalati szereplőknek és a vállalati profitnak kedveztek, növelve a hiány kockázatát és gyengítve a társadalom képességét a világjárványra való reagálásra.
A korai járványkitörések Hubeiban, Olaszországban és Spanyolországban megmutatták, hogy több gazdag ország egészségügyi ellátórendszere túlterhelt. A fejlődő országokban, ahol gyengébb az orvosi infrastruktúra, az oxigénterápia, az intenzív ágyak felszerelése és egyéb orvosi szükségletek, a hiány várhatóan hamarabb bekövetkezik.

### Azonnali
Az első jelek és figyelmeztetések egy ismeretlen okú, kóros vírusos tüdőgyulladás miatt jelentkeztek 2019 decemberében. Abban a hónapban Tajvan a Betegségellenőrzési Központ több orvosát küldte Wuhanba, hogy megvizsgálják a helyi helyzetet. A kialakuló válsághelyzet megerősítését követően és már 2019. december 31-én Tajvan megkezdte a nem gyógyszeres intézkedések végrehajtását, például az utazók hőmérsékletének ellenőrzését, GPS-követést, az elmúlt 15 nap utazási előzményeinek összekapcsolását az egyetemes, általános, nemzeti egészségügyi adatbázisba, a Wuhanba tartó/onnan induló utazási vonalak lezárását és az egyéni védőeszközök, például orvosi maszkok felhalmozását. Bár Tajvan jól tájékozott volt, és később dicséretet kapott a rendkívül hatékony vírus megfékezéséért, nem tudott beleszólni az Egészségügyi Világszervezet reakcióiba, mivel a kínai szárazföld régóta megakadályozza, hogy Tajvan csatlakozzon a WHO-hoz és más globális szervezetekhez. Németország, a válság másik példaképe, szintén már 2020 januárjára számított. Az Egyesült Államok szövetségi kormányának válasza ezzel szemben 2 hónapig, 2020 március közepéig passzív maradt, anélkül, hogy változtatásokat kezdeményezett volna az egészségügyi készleteket tartalmazó stratégiai nemzeti készletükben.
2019-ben a Globális Felkészültségi Megfigyelő Testület jelentése szerint a WHO világjárványügyi vészhelyzeti alapja még mindig kimerült a 2018-19-es kivu-i ebolajárvány miatt. A populizmus, a nacionalizmus és a protekcionizmus hatással van a geopolitikára, leginkább a két nagy gazdaságot állítja konfrontációs pályára, és vezetői vákuumot hagy a világ színpadán.
Ahogy a wuhani járvány 2020 januárjában elterjedt, Kína elkezdte blokkolni a területén lévő gyárak által gyártott N95-ös maszkok, védőöltözetek, kesztyűk és egyéb kellékek exportját; a kínai kormányhoz közel álló szervezetek még februárban is a külföldi piacokat kutatták PPE-ért. Ez váratlan ellátási összeomlást okozott a legtöbb más ország számára, amely erre támaszkodott.
A túlterhelt egészségügyi szolgáltatások gyakran elvonják a forrásokat a nők számára szükséges szolgáltatásoktól, beleértve a szülés előtti és utáni egészségügyi ellátást és a fogamzásgátlást, és súlyosbítják a szexuális és reproduktív egészségügyi szolgáltatásokhoz való hozzáférés hiányát.

## Vizsgálatok
A tesztelés hiánya az egyik legfontosabb tényező, amely megakadályozza a hatóságokat abban, hogy felmérjék a járvány jelenlegi terjedésének valódi mértékét. Németország és Korea megelőző és agresszív tesztelési stratégiái segítettek csökkenteni a mért halálozási arányt. Németország már 2020 januárjában megkezdte a Covid19-tesztek gyártását és készletezését.

### Diagnosztikai tesztek

#### Reagensek
Írországban és az Egyesült Királyságban március végén és április elején a reagenshiány korlátozta a tesztek számát. Márciusra az Európai Unióban (EU), az Egyesült Királyságban (UK) és az Egyesült Államokban (USA) a tömeges tesztelés szűk keresztmetszetévé vált a reagensek elégtelen mennyisége. Ez arra késztetett néhány szerzőt, hogy olyan mintaelőkészítési protokollokat vizsgáljon, amelyek a minták 5 percig tartó 98 °C-on történő melegítését foglalják magukban, hogy az RNS-genomokat további tesztelés céljából felszabadítsák.
Az Egyesült Királyságban április 1-jén a brit kormány megerősítette, hogy a járvány kitörése óta összesen 2000 NHS-alkalmazottat vizsgáltak meg koronavírusra, de Michael Gove kabinetminiszter szerint a vizsgálathoz szükséges vegyi anyagok hiánya miatt nem lehetett az NHS 1 millió alkalmazottját szűrni. Gove nyilatkozatának ellentmondott a Vegyipari Szövetség, amely szerint nem volt hiány a megfelelő vegyi anyagokból, és a kormány az előző héten egy üzleti miniszterrel tartott találkozón nem próbált tájékozódni az esetleges ellátási problémákról.
Reagenshiány volt az Egyesült Államokban is. Egyes kórházak saját maguk állítottak elő reagenseket nyilvánosan elérhető receptek alapján.

#### Tamponok
Izlandon a tamponok hiányától való félelmet elhárították, amikor sikerült olyan készleteket találni, amelyek áthidalják a hiányt, amíg Kínából újabbak érkeznek. Az USA stratégiai nemzeti készletében nem voltak tamponok, és az USA-ban is hiány volt, annak ellenére, hogy a járvány előtti egyetlen hazai gyártó márciusban napi 1 millió tamponra növelte a termelést, és májusban a kormány finanszírozta egy új gyár építését. Az Egyesült Királyságban is hiány lépett fel, de április 2-ig megszűnt.

##### Házon belüli gyártás
Az amerikai FDA engedélyezte a tamponmentes nyáltesztet és több új tampontervet, köztük a 3-D nyomtatott változatokat, amelyeket most a tamponokat használó laboratóriumokban, kórházakban és más egészségügyi intézményekben gyártanak. Az USA-ban az általános használatú orrtamponok az I. osztályú orvostechnikai eszközök közé tartoznak, és az FDA nem hagyta jóvá őket. Az NIH szerint követniük kell az FDA címkézési követelményeit, az FDA-nál regisztrált és jegyzékbe vett létesítményben kell őket gyártani, és nyilvánosan hozzáférhető biztonsági vizsgálati protokollon kell átesniük. Az anyagnak is biztonságosnak kell lennie; már jóváhagyott, autoklávozható, sebészeti minőségű műanyag is használható. A teljes fejlesztési folyamat akár két hétig is eltarthat. A háromdimenziós nyomtatott tamponok megnövelték a megfelelő háromdimenziós nyomtatók iránti keresletet.
Egyes háromdimenziós nyomtatott tamponok tervei a Creative Commons licencek alapján nyilvánosak, mások szabadalmaztatottak, de a háromdimenziós nyomtatási fájlok a járvány idején az engedélyezett létesítmények számára kérésre szabadon hozzáférhetők.

## Személyi védőfelszerelés

### Általános tudnivalók
Bár az egyéni védőeszközök túlnyomó többségét Kínában gyártják, a hazai készletek nem voltak elegendőek. A kínai kormány átvette az ellenőrzést a készletek felett azoktól a külföldi vállalatoktól, amelyek gyárai ezeket az árukat gyártották. A Medicon, amelynek három gyára gyártott ilyen felszereléseket Kínában, a kommunista párt vezette kormány lefoglalta készleteit. A kínai vámhatóság adatai szerint január 24. és február 29. között mintegy 2 milliárd darab járványmegelőző és -ellenőrző anyagot importáltak, köztük 2 milliárd maszkot és 25 millió darab védőruhát 8 milliárd jüan (1 milliárd dollár) értékben. A sajtó arról számolt be, hogy a China Poly Group más kínai vállalatokkal és állami tulajdonú vállalatokkal együtt fontos szerepet játszott a külföldi piacok felkutatásában, hogy alapvető orvosi felszereléseket és eszközöket szerezzen be Kína számára. A Risland (korábban Country Garden) 82 tonna ellátmányt szerzett be, amelyet aztán légi úton szállítottak Wuhanba. A Greenland Holdings is beszerezte az orvosi fogyóeszközök, például sebészeti maszkok, lázmérők, antibakteriális törlőkendők, kézfertőtlenítők, kesztyűk és paracetamol nagy tételben történő szállítását Kínába. A kínai vállalatok tömeges nagy- és kiskereskedelmi beszerzései, amelyekkel honfitársaik megsegítését célozzák, hozzájárultak a termékek hiányához azokban a nyugati országokban, ahol ezek a kínai vállalatok működnek. Március 24-én Scott Morrison ausztrál miniszterelnök bejelentette az ilyen tevékenységekre vonatkozó korlátozásokat.
Tekintettel arra, hogy az egyéni védőeszközök globális ellátottsága nem elegendő, és a kínai intézkedéseket követően az Egészségügyi Világszervezet (WHO) 2020 februárjában azt ajánlotta, hogy a lehető legkisebbre csökkentsék az egyéni védőeszközök szükségességét telemedicina, fizikai akadályok, például tiszta ablakok segítségével; csak a közvetlen ellátásban részt vevő személyek léphessenek be egy Covid19-es beteggel rendelkező szobába; csak az adott feladathoz szükséges egyéni védőeszköz használata; ugyanazon légzőkészülék további használata anélkül, hogy levennék azt, miközben több, azonos diagnózisú beteget ápolnak; az egyéni védőeszközök ellátási láncának nyomon követése és koordinálása; valamint a maszkok használatának visszatartása tünetmentes személyek esetében.

### Minőségi problémák súlyosbítják a hiányt
2020 március végén/április elején, amikor a nyugati országok viszont Kínától függtek a maszkok és más felszerelések szállításában, európai politikusok, például Josep Borrell, az EU vezető diplomatája azzal vádolták Kínát, hogy puha hatalmi játszmát folytat a világ közvéleményének befolyásolására. A Spanyolországnak, Törökországnak és Hollandiának küldött szállítmányok egy részét is visszautasították, mivel hibásak voltak. A holland egészségügyi minisztérium március 21-én visszahívott 600 000 kínai beszállítótól származó arcmaszkot, amelyek nem illeszkedtek megfelelően, és amelyek szűrői nem működtek rendeltetésszerűen, annak ellenére, hogy minőségi tanúsítvánnyal rendelkeztek; a spanyol kormány felfedezte, hogy egy kínai gyártótól származó 340 000 tesztkészletből 60 000 nem vizsgálta pontosan a Covid19-et. A kínai külügyminisztérium azt válaszolta, hogy a vásárlónak „kétszer is ellenőriznie kell az utasításokat, hogy megbizonyosodjon arról, hogy a megfelelőt rendelte, fizette ki és osztotta ki. Ne használjon nem sebészeti maszkokat sebészeti célokra”. Május közepén az Európai Bizottság felfüggesztett egy 10 millió kínai maszkra vonatkozó, tagállamokba és az Egyesült Királyságba irányuló megrendelést, miután két ország arról számolt be, hogy nem megfelelő minőségű termékeket kapott. A maszkokat az EU végrehajtó szerve rendelte meg, és hat heti részletben kellett volna szétosztani. Miután az első, 1 millió maszkot tartalmazó tételt a 27 tagállamból 17-nek és Nagy-Britanniának szétosztották, Lengyelország közölte, hogy a hozzájuk érkezett 600 000 darab nem rendelkezett európai tanúsítványokkal, és nem felelt meg a szükséges szabványoknak. Stefan De Keersmaecker, a Bizottság egészségügyi szóvivője vizsgálatot és a szükséges intézkedések megtételét ígérte.
2020 áprilisára a vizsgálatok kimutatták, hogy a koronavírussal fertőzöttek jelentős része tünetmentes, így a vírus észrevétlenül terjedhetett. A CDC ezért azt javasolta, hogy "nyilvános helyeken, ahol más szociális távolságtartó intézkedések nehezen tarthatók fenn, ruhás arcfedőt viseljenek".

### Fertőtlenítőszerek
A kézfertőtlenítőszerek sok helyen elfogytak, ami árdrágulást okozott. Válaszul a sörfőzők és a szeszfőzők kézfertőtlenítőt kezdtek gyártani.

### Védőfelszerelések
Az Egyesült Államokban a hiány olyan mértékű volt, hogy az egyik New York-i kórházban néhány ápoló a nem elérhető védőruházat helyett szemeteszsákok viseléséhez folyamodott. A hagyományos védőfelszerelések hiányának fényében a kisvállalkozások az Egyesült Államokban átálltak a rögtönzött védőeszközök gyártására, amelyeket gyakran olyan nyílt forráskódú tervezési kezdeményezések keretében hoztak létre, amelyekben a gyártók a felszereléseket a kórházaknak adományozzák. Ilyen például a COVID-19 Intubation Safety Box, amelyet először a tajvani kórházak használtak, és amely egy olyan akrilkocka, amelyet a fertőzött beteg törzsére helyeznek, és amelynek nyílásai lehetővé teszik a lélegeztetőgépes intubációt és extubációt, miközben minimalizálják az egészségügyi dolgozókat fenyegető fertőzött cseppek kockázatát.
A CNBC beszámolt arról, hogy az Amazon e-kereskedelmi platform az árdrágítás címén betiltotta az N95-ös arcmaszkok értékesítését; az N95-ös védőfelszerelések hiánya még súlyosabbá vált. Az Amazon harmadik fél, a Golden Tree Supply a kanadai Shopify e-kereskedelmi platformhoz fordult, hogy továbbra is szállítsa az N95-ös arcmaszkokat az Egyesült Államok lakosságának.
Márciusban a The Doctors' Association UK azt állította, hogy a hiányt megfélemlítő e-mailekkel, fegyelmi büntetéssel való fenyegetéssel és két esetben a munkából való hazaküldéssel fedezték. Néhány orvost fegyelmileg megbüntettek, miután a vezetők bosszankodtak az általuk az interneten közzétett anyagok miatt, amelyek a műtéti maszkok, védőszemüvegek, védőszemüvegek és különösen a köpenyek hiányáról szóltak a brit nemzeti egészségügyi szolgálat számos kórházában. Április 18-án Robert Jenrick, a közösségek titkára arról számolt be, hogy 400 000 védőköpeny és egyéb egyéni védőeszköz van úton Törökországból az Egyesült Királyságba. Egy nappal később ezeket késve szállították ki; ez arra késztette a kórházak vezetőit, hogy a világjárvány során először közvetlenül kritizálják a kormányt. A szállítmány két nappal azután érkezett meg az isztambuli repülőtérre, hogy a miniszterek közölték, hogy a védőöltözetek megjelennek az országban. A rendelésből csak 32 000 darab érkezett meg (kevesebb mint egytized), annak ellenére, hogy az NHS előleget fizetett annak biztosítására, hogy április 22-én megérkezzen. Végül ezeket mind vissza kellett küldeni Törökországba, mivel nem feleltek meg az NHS szabványainak.
Júliusban az amerikai vám- és határvédelem (CBP) betiltotta a malajziai székhelyű Top Glove és leányvállalata, a TG Medical termékeit a munkavállalók jogainak állítólagos megsértése miatt, beleértve az "adósságkibocsájtást, a túlzott túlórákat, a személyazonosító okmányok visszatartását, valamint a visszaélésszerű munka- és életkörülményeket". A világ kesztyűellátásának nagy része Malajziából származik.

### Arcmaszkok

#### Korai járvány Kínában
A járvány felgyorsulásával a szárazföldi piacon a megnövekedett lakossági kereslet miatt hiány mutatkozott az arcmaszkokból. Sanghajban a vásárlóknak közel egy órát kellett sorban állniuk egy csomag arcmaszkért; a készletek további fél óra alatt elfogytak. A felhalmozás és az árdrágítás felhajtotta az árakat, ezért a piaci szabályozó hatóság közölte, hogy le fog csapni az ilyen cselekményekre. 2020 januárjában árellenőrzést vezettek be a Taobao és a Tmall összes arcmaszkjára. Más kínai e-kereskedelmi platformok, például a JD.com, a Suning.com és a Pinduoduo is hasonlóképpen jártak el; a harmadik féltől származó eladókra árkorlátokat, a jogsértőkre pedig szankciókat szabtak ki.

#### Nemzeti készletek és hiányok
2006-ban 156 millió maszkot vettek fel az Egyesült Államok stratégiai nemzeti készletébe egy influenzajárványra való tekintettel. Miután ezeket a 2009-es influenzajárvány ellen felhasználták, sem az Obama-kormányzat, sem a Trump-kormányzat nem újította meg a készleteket. Április 1-jére az Egyesült Államok stratégiai nemzeti készlete majdnem kiürült.
Franciaországban a 2009-es H1N1-gyel kapcsolatos kiadások 382 millió euróra emelkedtek, főként ellátmányokra és vakcinákra, amit később bíráltak. 2011-ben úgy döntöttek, hogy nem töltik fel a készleteket, és inkább a Kínából származó ellátásra és a just-in-time logisztikára támaszkodnak. 2010-ben a készlet 1 milliárd sebészeti maszkot és 600 millió FFP2 maszkot tartalmazott; 2020 elején ez a szám 150 millió, illetve nulla volt. Miközben a készleteket fokozatosan csökkentették, egy 2013-as észszerűség szerint a beszerzési és tárolási költségek csökkentése volt a cél, és ezt a törekvést mostantól minden magánvállalkozásra kiterjesztették, mint opcionális legjobb gyakorlatot a munkavállalók védelmének biztosítása érdekében. Ez különösen az FFP2 maszkok esetében volt fontos, amelyek beszerzése és tárolása költségesebb. Ahogy a Covid19 világjárvány Franciaországban egyre nagyobb terhet rótt az egészségügyi ellátásra, a maszkok és PPE-készletek fogytak, ami országos felháborodást váltott ki. Emmanuel Macron francia elnök szerint Franciaországnak hetente 40 millió maszkra van szüksége. Franciaország utasította a megmaradt néhány maszkgyártó gyárat, hogy 24/7 műszakban dolgozzanak, és növeljék a nemzeti termelést havi 40 millió maszkra. A francia törvényhozók vizsgálatot indítottak e stratégiai készletek korábbi kezelésével kapcsolatban.
A 2020-as Covid19 világjárvány és az ápolók és más egészségügyi dolgozók által az N95-ös maszkok és a megfelelő protokollok hiányára vonatkozó széles körű panaszok nyomán a National Nurses United, az Egyesült Államok legnagyobb ápolói szervezete több mint 125 panaszt nyújtott be a munkavédelmi és egészségügyi hivatalokhoz (OSHA) 16 államban, azzal vádolva a kórházakat, hogy nem tartják be a biztonságos munkahelyeket előíró törvényeket, amelyekben a Covid19 ápolóknak N-95-ös maszkokat kell biztosítaniuk.
Az Egészségügyi Világszervezet (WHO) 2020. március 3-án felszólította az ipart és a kormányokat, hogy a globális igények kielégítése érdekében 40%-kal növeljék a gyártást, és 2020. április 6-án kiadtak egy dokumentumot is, amelyben ajánlásokat fogalmaztak meg a személyi védőeszközök észszerű használatára vonatkozóan. Ez a dokumentum az egészségügyben és a közösségi környezetben dolgozóknak szólt, beleértve a rakományok kezelését is. Ez a globális PPE-hiány kérdése hamarosan az érintett nyilvánosság érdeklődésének tárgyává vált. A Science Foundation Ireland tudományos munkatársai azt kutatták, hogyan találhatnánk megoldást, és hogyan kerülhetnénk el a jövőben ezt a hiányt. Ezzel párhuzamosan független kezdeményezések és online platformok, mint például a Needed.com PPE Needed indultak az azonnali megoldás érdekében. Az UNICEF is lépéseket tett a jelenlegi kockázat mérséklésére és a Covid19 közeli hatásainak előrejelzésére, valamint a PPE-szállítókhoz való hozzáférésre.

#### Verseny az ellátmányokért
Olyan országok, mint Nagy-Britannia, Franciaország, Németország, Dél-Korea, Tajvan, Kína, India és mások kezdetben a járvány kitörésére úgy reagáltak, hogy állampolgáraik védelme érdekében korlátozták vagy betiltották az orvosi felszerelések exportját, beleértve a más nemzetek által már biztosított megrendelések visszavonását. Németország 240 000 maszk Svájcba irányuló kivitelét akadályozta meg, és a közép-csehországi régióba irányuló hasonló szállítmányokat is leállította. Az egyik francia vállalat, a Valmy SAS kénytelen volt blokkolni egy, az Egyesült Királyságba küldendő PPE-rendelést, miután a vállalat brit képviselője a CNN-nek elmondta, hogy a francia tengerparton a vámtisztviselők blokkolták a rendelést. Törökország blokkolta két spanyol regionális önkormányzat által egy török cégtől vásárolt lélegeztetőgép-szállítmányt, arra hivatkozva, hogy a lélegeztetőgépek megtartása miatt hiány léphet fel otthon; 116 darabot később kiadtak.
Ahogy a világjárvány kezdett súlyosbodni, a kormányok erőskezű taktikákat kezdtek alkalmazni, beleértve a titkos eszközöket is, hogy megszerezzék a koronavírus elleni küzdelemhez szükséges orvosi felszereléseket, akár úgy, hogy több pénzt fizetnek az átirányításért, akár úgy, hogy lefoglalják az ilyen felszereléseket. Peter Pellegrini szlovák miniszterelnök elmondta, hogy a kormány 1. millió euró (1 millió dollár) értékben készpénzzel készül maszkok vásárlására egy szerződéses kínai beszállítótól. Majd azt mondta: "Egy németországi kereskedő azonban előbb érkezett oda, többet fizetett a szállítmányért, és megvette azt". Andrij Motovilovics ukrán törvényhozó azt is kijelentette, hogy "konzuljaink, akik a gyárakba mennek, megtalálják más országokból (Oroszország, USA, Franciaország, Németország, Olaszország stb.) érkező kollégáikat, akik megpróbálják megszerezni a megrendeléseinket. Előre fizettünk átutalással és szerződéseket írtunk alá. De nekik több pénzük van, készpénzben. Minden egyes szállítmányért meg kell küzdenünk". San Marino hatóságai elmondták, hogy banki átutalást intéztek egy svájci luganói beszállítóhoz, hogy kifizessék a félmillió maszkot, amelyet olasz szomszédaikkal osztanak meg. A teherautó azonban üresen érkezett, mert egy vagy több ismeretlen külföldi vevő többet ajánlott helyette.
Németország 830 000, Kínából érkező, Olaszországba szánt sebészeti maszkot ragadott el. Bár az olasz hatóságoknak sikerült meggyőzniük Németországot, hogy adja ki őket, Németországban azonban senki sem találta meg az általuk lefoglalt maszkokat. 1. millió arcmaszkot, amelyet Spanyolországból Szlovéniába szállítottak volna, német ügynökök foglaltak le. A francia őrök 130 000 arcmaszkkal és fertőtlenítőszeres dobozokkal megrakott teherautókat foglaltak le, amelyek az Egyesült Királyságba tartottak, amit a brit kormány "aljas cselekedetnek" nevezett. Az olasz vámőrség mintegy 800 000 importált maszkot és eldobható kesztyűt rabolt el, amelyeket Svájcba akartak küldeni.
Március 22-én egy olasz újság azt írta, hogy a Kínából rendelt 680 000 arcmaszkot és lélegeztetőgépet a cseh rendőrség elkobozta. Egy embercsempészet elleni akciót hajtottak végre, amelynek során egy magánvállalat raktárából foglalták le a felszereléseket az északi Lovosice városában. A cseh hatóságok szerint a Kínából származó adomány alig több mint 100 ezer maszkot jelentett. A cseh kormány 110 000 darabot küldött Olaszországba kártérítésként. Nem világos, hogyan kerültek a maszkok Lovosicébe. Tomáš Petříček cseh külügyminiszter az AFP-nek nyilatkozott: "Lovosice nem egészen útközben van Kínából Olaszországba".
Valérie Pécresse, Île-de-France regionális tanácsosa azt állította, hogy egyes amerikaiak agresszív készletkeresésük során aszfalton tettek ajánlatot a szállítóhajókra rakodásra váró maszkok készleteire - látatlanban -, készpénzben fizetve az ár háromszorosát. A Politico Europe azonban "megalapozatlannak" minősítette a francia állítást, a párizsi amerikai nagykövetség pedig kijelentette: "Az Egyesült Államok kormánya nem vásárolt Kínából Franciaországba szállítani kívánt maszkokat. Az ezzel ellentétes jelentések teljesen hamisak".
Április 3-án Andreas Geisel berlini politikus azzal vádolta meg az amerikai ügynököket, hogy a bangkoki repülőtérről 200 000 darab, a berlini rendőrségnek szánt, 3M gyártmányú arcmaszkot tartalmazó szállítmányt tulajdonítottak el. Ezek az állítások azonban hamisnak bizonyultak, mivel a 3M közölte, hogy "nincs nyilvántartása arról, hogy a berlini rendőrség számára Kínából légzésvédő maszkokat rendeltek volna", és a berlini rendőrség később megerősítette, hogy a szállítmányt nem az amerikai hatóságok foglalták le, hanem állítólag egyszerűen csak jobb áron vásárolták meg, és széles körben úgy vélték, hogy egy német kereskedőtől vagy Kínából. Ez a leleplezés felháborította a berlini ellenzéket, amelynek CDU-frakcióvezetője, Burkard Dregger azzal vádolta Geiselt, hogy "szándékosan félrevezeti a berlinieket", hogy "elfedje saját képtelenségét a védőfelszerelések beszerzésében". Marcel Luthe, az FDP belügyi szakértője szerint "a nemzetközi politika nagyjai, mint Geisel berlini szenátor, másokat hibáztatnak, és az amerikai kalózkodással amerikaiellenes közhelyeket szolgálnak ki". A Politico Europe arról számolt be, hogy "a berliniek egyenesen Trump játékkönyvéből vesznek egy lapot, és nem hagyják, hogy a tények egy jó sztori útjába álljanak". A Guardian arról is beszámolt, hogy "nincs szilárd bizonyíték arra, hogy Trump [vagy bármely más amerikai tisztségviselő] jóváhagyta a [német] rablást".
Április 3-án Jared Moskowitz, a floridai katasztrófavédelmi hivatal vezetője azzal vádolta meg a 3M amerikai céget, hogy az N95-ös maszkokat az Egyesült Államok helyett közvetlenül külföldi országoknak adja el készpénzért. Moskowitz kijelentette, hogy a 3M beleegyezett abba, hogy engedélyezi a forgalmazóknak és a brókereknek, hogy azt állítsák, hogy Floridába adják el a maszkokat, ehelyett azonban csapata az elmúlt hetekben "olyan raktárakhoz jut el, amelyek teljesen üresek". Majd azt mondta, hogy a 3M által felhatalmazott amerikai forgalmazók később elmondták neki, hogy a Floridának szerződött maszkok soha nem érkeztek meg, mert a vállalat ehelyett a később, magasabb áron érkező külföldi országokból (többek között Németországból, Oroszországból és Franciaországból) érkező megrendeléseket helyezte előtérbe. Ennek eredményeként Moskowitz a Twitteren kiemelte az ügyet, mondván, úgy döntött, hogy "trollkodik" a 3M-nek. A Forbes arról számolt be, hogy "nagyjából 280 millió maszkot vásároltak meg az Egyesült Államok raktáraiból külföldi vevők [március 30-án 202 és a bróker szerint az ország elhagyására szánták - és ez egyetlen nap alatt történt", ami hatalmas kritikus maszkhiányt okozott az Egyesült Államokban. A Trump-kormányzat a védelmi termelési törvényt felhasználva elrendelte, hogy a 3M ne adjon el Kanadába és Latin-Amerikába az Egyesült Államokban gyártott maszkokat, ami a vállalat szerint "jelentős humanitárius következményeket" okozna, és megtorlásra késztethetné ezeket az országokat, ami az Egyesült Államokban az ellátás nettó csökkenéséhez vezetne.
Április 3-án a svéd Mölnlycke egészségügyi vállalat bejelentette, hogy Franciaország lefoglalt több millió arcmaszkot és kesztyűt, amelyeket a vállalat Kínából importált Spanyolországba és Olaszországba. A vállalat vezérigazgatója, Richard Twomey elítélte Franciaországot, amiért "maszkokat és kesztyűket koboztak el, még akkor is, ha azok nem a sajátjaik voltak. Ez egy rendkívül zavaró, illetlen cselekedet". Mölnlycke becslése szerint összesen "hatmillió maszkot foglaltak le a franciák. Mindegyikre szerződést kötöttek, beleértve egy-egy millió maszkot Franciaország, Olaszország és Spanyolország számára. A többit Belgiumnak, Hollandiának, Portugáliának és Svájcnak szánták, amely különleges kereskedelmi státusszal rendelkezik az EU-val". A svéd külügyminisztérium az Agence France-Presse-nek nyilatkozva kijelentette: "Elvárjuk Franciaországtól, hogy haladéktalanul szüntesse be az orvosi felszerelések rekvirálását, és tegyen meg mindent annak érdekében, hogy az ellátási láncok és az áruk szállítása biztosított legyen. A közös piacnak működnie kell, különösen válság idején".
Április 24-én London Breed, San Francisco polgármestere panaszkodott, hogy a város PPE-rendeléseit más városokba és országokba irányították át. Azt mondta: "Voltak olyan problémáink, hogy a kínai beszállítóink áthelyezték a megrendeléseinket. Például az izolációs köpenyek úton voltak San Franciscóba, de átirányították őket Franciaországba. Voltak olyan helyzetek, amikor a FEMA lefoglalta az általunk megrendelt dolgokat, amelyeket a vámhatóságon keresztülvittek, hogy máshová irányítsák őket."
Az Egyesült Államok és Kína közötti orvosi felszerelések kereskedelme politikailag is bonyolulttá vált. A Trade Data Monitor statisztikái szerint februárban megugrott az arcmaszkok és más orvosi felszerelések exportja az Egyesült Államokból (és számos más országból) Kínába, ami a Washington Post kritikáját váltotta ki, miszerint az Egyesült Államok kormánya nem látta előre a felszerelések iránti hazai igényeket. Hasonlóképpen, a The Wall Street Journal a Trade Data Monitorra hivatkozva, amely kimutatta, hogy Kína számos kulcsfontosságú orvosi felszerelés vezető forrása, aggodalmát fejezte ki amiatt, hogy a Kínából származó behozatalra kivetett amerikai vámok veszélyeztetik az orvosi felszerelések behozatalát az Egyesült Államokba.

#### Maszkok újrafelhasználása
Az egyszer használatos orvosi maszkok hiánya és az újrafelhasználásról szóló helyszíni jelentések felvetik a kérdést, hogy milyen eljárással lehetne megfelelően fertőtleníteni ezeket az egyéni védőfelszereléseket anélkül, hogy azok szűrési kapacitása megváltozna.
Az FFP2 maszkok 70 °C-os gőzzel fertőtleníthetők, ami lehetővé teszi az újrafelhasználást. Az alkohol használata nem javasolt, mivel megváltoztatja az N95-ös maszk mikroszálainak statikus töltését, amely segíti a szűrést. A klór használata szintén nem javasolt, mivel a gázok károsak lehetnek. A szerzők óva intenek a nem szakemberek általi újrafelhasználástól, rámutatva, hogy még a legjobb beolvasztott módszerek is roncsolhatják a maszkot, ha nem megfelelően végzik el.
Egy szingapúri tanulmány nem talált szennyeződést a maszkon a Covid19-betegek rövid ápolása után, ami arra utal, hogy a maszkok több beteg ápolása során újra felhasználhatók. A SARS-CoV-2 vírus egy része képes túlélni a 60 °C-on való hosszú expozíciót.
A készítők Arduino-vezérlésű, hőmérséklet-szabályozással ellátott fertőtlenítő dobozokat terveztek a sebészeti és N95-ös maszkok biztonságos újrafelhasználásához.
A gázos fertőtlenítés 10 újrafelhasználást tesz lehetővé.

#### DIY maszkok
Az N95-ös maszkok hiányát követően önkéntesek 3D nyomtatott "NanoHack" alternatívát készítettek. Ez a nyomtatott maszk lehetővé teszi a kézzel vágott sebészeti maszk finom részecskeszűrőként való használatát.
A maszkok szűkössége és a hatékonyságukkal kapcsolatos bizonytalanságok miatt magánszemélyek és önkéntesek elkezdtek szövetmaszkokat gyártani maguknak vagy másoknak. Az elkészítés megkönnyítése érdekében különböző terveket osztanak meg az interneten.
Újszerű maszk-kiegészítőket hoztak létre egyének és készítők csoportjai a világ minden tájáról, nyílt forráskódú terveket használva, például fülkímélőket, hogy kényelmesebbé tegyék az arcmaszkok hosszabb ideig történő viselését.

Újszerű maszk-kiegészítőket hoztak létre magánszemélyek és készítők csoportjai a világ minden tájáról, nyílt forráskódú terveket használva, például fülkímélőket, hogy kényelmesebbé tegyék az arcmaszkok hosszabb ideig tartó viselését.

### Orvosi arcvédő
Az arcpajzsok hiányára reagálva a döntéshozó közösség 3D nyomtatási képességekkel rendelkező önkéntesei kezdeményezték, hogy arcpajzsokat állítsanak elő a kórházi személyzet, a rendőrség, az idősotthonok és más frontvonalban dolgozók számára. Összesen 86 országból 86 ember vett részt az egyéni védőeszközök önkéntes előállításában, hogy kiegészítse a hagyományos ellátási láncokat - amelyek közül sok megszakadt. Közösen összesen legalább 25 millió arcvédőt állítottak elő olyan technikákkal, mint a 3D nyomtatás, a lézervágás és a fröccsöntés.

#### 3D nyomtató gyártók
A korai szakaszban néhány 3D nyomtatógyártó tette közzé terveit.
Március 14-én a Budmen Industries, egy New York-i egyedi 3D-nyomtatókat gyártó cég megalkotta az arcpajzs tervét, és legyártotta az első 50 pajzsot azzal a tervvel, hogy az Onondaga megyének adományozza, hogy a Covid19-tesztelőhelyen használják. A vállalat közzétette a tervüket, és azt egy héten belül több mint 3000-en töltötték le. A hónap végére a vállalat és partnere 5000 arcpajzsot készített, és világszerte 260 000 darabra kértek igényt.
Március 16-án a Prusa Research, egy cseh 3D nyomtató gyártója elkezdett dolgozni egy orvosi használatra szánt arcvédő tervén . A tervet a cseh egészségügyi minisztérium jóváhagyta, és 3 napon belül terepi tesztelésre és nagyszabású gyártásra került. A vállalat közzétette a tervet, hogy az emberek arcpajzsokat készíthessenek, hogy támogassák a helyi erőfeszítéseket. A tervet nagy számban töltötték le a készítők szerte a világon. Március végére a vállalat 500 alkalmazottat foglalkoztatott, akik a 10 000 pajzs megrendelésén dolgoztak. A tervüket 40 000 alkalommal töltötték le.

#### Helyi önkéntesek
Mivel a New York-i kórházakban az egyéni védőfelszerelések hiánya kritikus szakaszba jutott, önkéntesek március 20-án kezdték el az arcvédő pajzsok készítését a Budmen tervei alapján. További erőfeszítések kezdődtek különböző csoportoktól kezdve a hobbistákon és akadémikusokon át a szakértőkig. Számos terv készült, és csoportok alakultak, hogy a helyi kórházaknak arcpajzsokat szállítsanak.
Március 24-én, miközben a járvány terjedt, a népszerű francia 3D-készítő és YouTuber Heliox március 24-én bejelentette, hogy egy másik készítő tervére építve ingyenesen készít arcpajzsokat. A helyi kórházak, egészségügyi központok és más egészségügyi szakemberek gyorsan felvették vele a kapcsolatot, és kérték az arcpajzsok gyors szállítását. Kezdeményezésének látható népszerűsége miatt más 3D-s készítők is csatlakoztak az erőfeszítéshez, és felajánlották segítségüket más régiókban, hogy összekapcsolják az egészségügyi intézményeket a közeli készítőkkel.
Március 30-án a The New York Times közzétett egy videót a Covid19-cel kapcsolatos hiányról és az egészségügyi dolgozók barkácsmegoldásairól.

#### Kormányzati ügynökségek
2020. március 23-án az Egyesült Államok Élelmiszer- és Gyógyszerügyi Hivatala (FDA), az Egyesült Államok Veteránügyi Minisztériuma (VA) és a Nemzeti Egészségügyi Intézetek (NIH) egyetértési nyilatkozatot kötöttek az America Makes nonprofit szervezettel köz- és magánszféra közötti partnerség létrehozásáról, amelynek célja a 3D nyomtatott egyéni védőeszközök, köztük arcvédők terveinek tesztelése. A megállapodás értelmében az NIH biztosítja a 3D Print Exchange rendszert a nyílt tervek bekéréséhez, a VA klinikai környezetben végzi a tesztelést, az FDA részt vesz a felülvizsgálati folyamatban, az America Makes pedig koordinálja a gyártókkal a jóváhagyott tervek egészségügyi létesítmények számára történő gyártását. Június 18-ig 13 arcpajzsot vizsgáltak meg klinikai felhasználásra alkalmasnak.
2020. április 9-én az FDA sürgősségi felhasználási engedélyt adott ki, amely az arcvédő egészségügyi személyzet általi használatára vonatkozó engedélyt is tartalmazott. Az FDA 2020. április 13-án kelt levelében részletesen meghatározta a feltételeket, valamint az arcvédő gyártókra vonatkozó követelmények alóli felmentést.

#### Vállalatok
Az Apple Inc. április 5-én bejelentette, hogy hetente 1 millió arcpajzsot gyártanak, amelyeket az amerikai kórházaknak küldenek. Április közepére számos nagyvállalat, például a Hewlett-Packard, a Ford Motor Company és a Blue Origin is csatlakozott az arcpajzsok gyártására irányuló erőfeszítésekhez. Még az olyan sportfelszerelés-gyártók is csatlakoztak, mint a Bauer Hockey, és elkezdtek arcvédőket gyártani az egészségügyi dolgozók számára.

## Orvosi eszközök
A kórházi ágyakhoz általában szorosan kapcsolódó intenzív osztályos ágyak, mechanikus lélegeztető és ECMO eszközök rendelkezésre állását a Covid19 világjárványra való reagálás kritikus szűk keresztmetszetének nevezték. Az ilyen eszközök hiánya drámaian megnöveli a járvány halálozási arányát.

### Oxigénmaszk
A népszerű búvármaszkokat 3D nyomtatott adapterek használatával és az eredeti maszk minimális módosításával oxigénadagoló sürgősségi légzőmaszkokká alakították át. Az orvosi ellátásra vonatkozó olasz törvények szerint, ahol a projekt megvalósult, a beteg általi használathoz egy aláírt nyilatkozat szükséges, amelyben elfogadja a nem hitelesített orvosbiológiai eszköz használatát. A projekt ingyenesen biztosítja a 3D fájlokat, valamint 2 űrlapot a rászoruló kórházak és az adapterek gyártására hajlandó 3D készítők regisztrálásához. Franciaországban a Decathlon, a fő sportruházat- és búvármaszkgyártó cég lezárta a maszkértékesítését, hogy azt az egészségügyi személyzet, a betegek és a 3D-gyártók felé irányítsa. A Decathlon, a BIC, a Stanford és más szereplők részvételével zajló nemzetközi együttműködés a nemzetközi igényeknek megfelelő termelés növelésére irányul.
A romániai Plan B készítőcsoport több mint 2000 módosított sznorkeles maszkot gyártott a világjárvány leküzdésére.

### Intenzív ápolási ágyak
Lásd még: Az országok listája kórházi ágyak szerint
Mind a gazdag, mind a fejlődő országokban intenzív ágyakból van vagy lesz hiány, de a fejlődő országokban a helyzet várhatóan súlyosabb lesz az alacsonyabb felszereltségi szint miatt.
Március elején az Egyesült Királyság kormánya támogatta a természetes állományimmunitás fejlesztésére irányuló stratégiát, ami éles kritikát váltott ki az egészségügyi személyzet és a kutatók részéről. Az Imperial College COVID-19 Response Team különböző előrejelzései, amelyeket március 16-án hoztak nyilvánosságra, azt sugallták, hogy az Egyesült Királyságban a megbetegedések csúcsszámához 100 és 225 CCB/100 000 lakos közötti értékre lenne szükség, ha megfelelő enyhítési stratégiát alkalmaznak, illetve ha nem lépnek életbe enyhítési stratégiák. Ezek a követelmények mindkettő meghaladná az Egyesült Királyság jelenlegi 6,-14 CCB/100 000 lakos kapacitását. A legjobb forgatókönyv szerint a csúcsterhelés a jelenleg rendelkezésre álló intenzív osztályos ágyak 7-szeresét igényelné. Március 16-a körül az Egyesült Királyság kormánya a szokásosabb enyhítési/elnyomási stratégia felé fordult.
Franciaországban március 15-e körül a Grand Est régió volt az első, amely a válságkezelését korlátozó CCB-k szűkösségének adott hangot. Az Assistance-publique Hôpitaux de Paris (AP-HP), amely a francia főváros (~10 millió lakosú) területének legtöbb kórházát kezeli, 3000-4000 intenzív osztályra jelentett igényt. A jelenlegi kapacitás a forrásoktól függően 1500 és 350 között van.
Franciaországban a Grand Est és Ile-de-France régiókban az intenzív osztályos kórházi ágyak hiánya miatt a súlyos, de stabil állapotú, ARS-sel és légzéstámogatással rendelkező betegeket más regionális egészségügyi központokba szállították Franciaországon, Németországon, Ausztrián, Luxemburgon vagy Svájcon belül.

### Mechanikus lélegeztetés
A mechanikus lélegeztetést a Covid19 betegek esetében „az élet és halál között döntő eszköznek” [jobb forrás szükséges] nevezték, mivel a felismert esetek 3%-ban a kezelés során lélegeztetésre van szükség. A fejlődő világban endémiás a lélegeztetőgépek hiánya. Hiány esetén korábban már tárgyaltak néhány triázs stratégiát. Az egyik stratégia a beteg osztályozása olyan dimenziók alapján, mint: rövid távú túlélési kilátások; hosszú távú túlélési kilátások; az életszakaszhoz kapcsolódó szempontok; terhesség és tisztességes esély. A lélegeztetőgép hiányának fontos tényezője az intubáció gyakori 15-20 napos időtartama a felépüléshez.
A lélegeztetőgépek iránti igény csökkentésének egyik fontos módja a CPAP-készülékek használata, mint első számú megoldás. Emiatt maguk a CPAP-készülékek is hiánycikké váltak.

#### Hivatalos értékelések
A 2000-es években az amerikai CDC becslése szerint 40-70 000 lélegeztetőgépből lesz hiány országos szinten influenza világjárvány esetén. Ebből az értékelésből született meg az Aura projekt, egy köz- és magánszféra közötti kezdeményezés, amelynek célja egy takarékos, 3000 dolláros mechanikus lélegeztetőgép megtervezése volt, amelyet egyszerű tömeggyártani, és amely képes ellátni a stratégiai nemzeti készletet. A Newport Medical Instruments kapta meg a megbízást, amely a CDC tisztviselőinek tervezte és prototípuskészítette (2011) a takarékos lélegeztetőgépeket, és arra számított, hogy később a magánpiacra lépve, ahol a konkurens készülékeket 10 000 dollárért árulták, hasznot húzhat a termékből. 2012 áprilisában az Egyesült Államok egészségügyi és humán szolgálatának tisztviselői megerősítették az amerikai kongresszusnak, hogy a projekt a tervek szerint 2013 végén benyújtja a piaci jóváhagyás iránti kérelmet, és ezt követően az eszköz sorozatgyártásba kerül. 2012 májusában a Covidien 12 milliárd dolláros orvosi konglomerátum, a mechanikus lélegeztetési piac egyik vezető szereplője 100 millió dollárért felvásárolta a Newportot. A Covidien hamarosan kérte a Project Aura szerződés felbontását, mivel az nem volt elég nyereséges. A Newport korábbi vezetői, kormányzati tisztviselők és a rivális lélegeztetőgépgyártó cégek vezetői azt gyanítják, hogy a Covidien azért vásárolta meg a Newportot, hogy a takarékos, 3000 dolláros lélegeztetőgép-konstrukció ne zavarja meg a nyereséges lélegeztetési tevékenységét. A Covidien 2015-ben beolvadt a Medtronicba. A Project Aura új szerződést keresett, majd aláírt a Philips Healthcare vállalattal. Az FDA 2019 júliusában írt alá 10 000 darabot a Trilogy Evo hordozható lélegeztetőgépükből, amelyet 2020 közepéig kell leszállítani az SNS-nek.
2020. március 25-én Andrew Cuomo részletes, egyórás Covid19 sajtótájékoztatót tartott, hangsúlyozva a lélegeztetőgépek súlyos hiányára vonatkozó várakozást, és azok fontosságát az élet fenntartásában a súlyos Covid19-es esetekben. Cuomo szerint New York államnak végül körülbelül 30 000 lélegeztetőgépre lesz szüksége a beáramlás kezeléséhez, miközben március 25-én mindössze 4000 darab állt rendelkezésre; 27-én Trump elnök kétségeit fejezte ki a szükségességgel kapcsolatban, mondván: "Nem hiszem, hogy 40 000 vagy 30 000 lélegeztetőgépre van szükség", és ellenállt a felhívásoknak, hogy a vállalkozásokat kényszerítsék a gyártásukra. Később, 27-én az elnök csatlakozott a felhívásokhoz, hogy a védelmi termelési törvényt felhasználva segítse az államokat a lélegeztetőgépek beszerzésében, bár továbbra is attól tart, hogy a beszerzés nem fog időben megtörténni a súlyos hiányok megelőzéséhez.

#### Ipari beszállítók
Európában a Löwenstein Medical vállalat, amely csak Franciaország számára évente 1500 intenzív osztályos lélegeztetőgépet és 20 000 otthoni lélegeztetőgépet gyárt, rámutatott a jelenlegi nagy keresletre és a gyártási hiányra. Az európai székhelyű vállalat minden alkatrésze európai, és nem függ a kínai ellátási láncra. Ami a termelés felfuttatását illeti, azt javasolták, hogy növeljék az otthoni szintű lélegeztetőgépek gyártását, amelyek egyszerűbbek és fél óra alatt összeszerelhetők, mégis képesek támogatni a betegeket az akut légzési distressz szindrómán keresztül. A szűk keresztmetszet elsősorban a képzett humán erőforrás kérdése volt. A szokásos üzletmenetben az intenzív osztályon használt lélegeztetőgépeket 10-15 évente kell felújítani. A koronavírus-járvány miatt Németország és más európai országok elkezdték átvenni az ellenőrzést a vállalat ellátása felett.
Kínában a helyi gyártók versenyt futottak, hogy kielégítsék a lélegeztetőgépek iránti globális keresletet.
A Medtronic nyilvánosan hozzáférhetővé tette a lélegeztetőgépek tervezési specifikációit, de a licencelési kérdések továbbra is tisztázatlanok maradtak.

#### Improvizált lélegeztetőgépek
Az Egyesült Királyságban annak ellenére, hogy 2016-ban, az NHS Cygnus gyakorlatának során már korábban is hiányt állapítottak meg lélegeztetőgépekből, a COVID világjárvány idején hiány volt belőlük, mivel a kormányzati készletek elégtelennek bizonyultak. Márciusban a brit kormány felszólította az ipart, hogy vegyen részt a lélegeztetőgépek gyártásában az NHS számára, a Dyson és a Babcock pedig közzétette a 30 000 orvosi lélegeztetőgép létrehozásának terveit (ezt a mennyiséget az akkori kínai modellezés alapján szükségesnek tartották). A Ventilátor-kihívásban olyan vállalatok vettek részt, mint az Airbus, a Rolls-Royce és a Ford. Ezt akkoriban nem tartották megvalósíthatónak; a kormány által e vállalatoknak javasolt lélegeztetőgépek típusa kezdetleges volt, és nem lehetett volna kórházakban használni. Az érintett vállalatok egyike sem jutott el a tesztelés végső szakaszába, és a többségük utólagosan feleslegesnek bizonyult.
A 3D-gyártók különböző olcsó alternatív lélegeztetőberendezéseken vagy adaptációkon dolgoztak. Az Open Source Medical Supplies (OSMS) nyílt forráskódú lélegeztetőgép-szabványokat és követelményeket sorol fel projektkönyvtárában, de a könyvtáron keresztül egyetlen egyedi projektet sem tettek közzé.
Egy másik stratégia az áramkörök módosítása, hogy egy lélegeztetőgépről egyszerre több beteg lélegeztetését is biztosítani lehessen. Dr. Alan Gauthier aneszteziológus a kanadai Ontarióból bemutatta, hogy egy egyszemélyes lélegeztetőgépet egy 2006-os YouTube-videónak köszönhetően 2 detroiti orvos kilencszemélyes készülékké alakított át. Ez és a lélegeztetőgép megosztására leírt hasonló módszerek T alakú csöveket használnak a légáramlás megosztására és a légzéstámogatásban részesülő betegek számának megsokszorozására. A lélegeztetőgép két vagy több beteg közötti megosztásának lehetőségét korlátozza a betegek közötti eltérő tüdő compliance (ami az egyes betegeknek juttatott légzési térfogat különböző, esetleg káros különbségeit eredményezi), a betegek közötti pendelluft a körforgásban, valamint a kórokozók betegek közötti terjedésének lehetősége.
Írországban önkéntesek az egészségügyi dolgozókkal együttműködve elindították a nyílt forráskódú lélegeztetőgép-projektet.
Olaszországban Nunzia Vallini, a Giornale di Brescia (Bresciai Napilap) helyi újságírója és lapigazgatója értesült arról, hogy a közeli Chiani kórházban kifogyóban vannak az oxigént levegővel keverő szelepek, amelyek ezért a reanimációs készülékek kritikus részét képezik. A szelepek szállítója maga is kifogyott a készletből, ami a betegek halálához vezetett. Vallini felvette a kapcsolatot a FabLab alapítójával, Massimo Temporellivel, aki meghívta Michele Fainit, a 3D nyomtatott gyártás szakértőjét, a Lonati SpA kutatási és fejlesztési tervezőjét, hogy csatlakozzon a 3D nyomtatáshoz. Amikor a beszállító nem kívánta megosztani a tervezés részleteit, visszafejlesztették a szelepeket, és egy korlátozott, nem profitorientált sorozatot gyártottak a helyi kórházak számára. Az időszakos higiéniai tisztításnak ellenálló orvosbiológiai követelmények teljesítése érdekében a Lonati SpA SLS 3D nyomtatóval mintegy 100 szelepet nyomtatott ki Nylon PA12 anyagból. Faini és Temporelli még mindig elismeri a gyártásuk korlátait: A 3D nyomtatás nem képes elérni az eredeti szelepek és gyártási folyamat minőségét és sterilizált környezetét. Az online pletykákkal ellentétben a szelepek nem kerülnek fejenként 10 000 dollárba, és az eredeti gyártó nem fenyegetőzött azzal, hogy beperli a 3D-nyomtatók csapatát. A ventilátorosztó szelepeket különböző kórházi rendszerekben végső tartalékként vették figyelembe, és több tervezetet orvosi szakemberek vizsgáltak meg, és az OSMS könyvtárában tették közzé.
A Ventilátor Projekt hackerei ötletbörzét tartottak, hogy javaslatot tegyenek a CPAP gépek (alvás-apnoe maszkok) lélegeztetőgépként való újrafelhasználására, egyetlen lélegeztetőgép feltörésére a levegőáramlás megosztására és több beteg kezelésére, valamint a földönkívüli repülőgépek kezelésére szolgáló létesítményekként való felhasználására, hogy kihasználják az egy oxigénmaszk/ülés infrastruktúrát. Az eszköztervezésben és -gyártásban jártas mérnökök, a meglévő légzőkészülékeket ismerő egészségügyi szakemberek és az FDA-szabályozásban szükség esetén eligazodni képes jogászok voltak a 350 önkéntes résztvevő között a kulcsszereplők. A kutatás központi útja az, hogy a modern gépi lélegeztetés legfejlettebb jellemzőitől, amelyek elektronikai rétegeket és betegmegfigyelő rendszereket tartalmaznak, eltávolodjunk, és kizárólag a nyomás alatti légáramlással támogatott légzésre összpontosítsunk. A csoport például egy régi Harry Diamond Laboratories "sürgősségi katonai lélegeztetőgép" modellt keresett tanulmányozásra. Miközben reménykedtek abban, hogy képesek lesznek életképes és tömegesen előállítható tervezetet benyújtani, ezen a későbbi szinteken kérdések maradtak fenn: tömeggyártási vonal, FDA jóváhagyás, személyzet képzése, személyzet rendelkezésre állása, és végül a tényleges szükségletek az eljövendő csatatereken.
Egy MIT-csapat egy sürgősségi lélegeztetőgépet tervezett.

### ECMO-k
Az extrakorporális membrán oxigénellátás olyan eszközök, amelyek képesek helyettesíteni mind a tüdőt, mind a beteg szívét. 2020. február 6-tól az orvosi közösséget arra ösztönözték, hogy állítson fel kritériumokat az ECMO-páciensek triázsára.

## Létesítmények

### Kórházak
Ahogy Wuhan helyzete egyre romlott, és hogy segítse a túlterhelt Wuhan Központi Kórházat és a Dabie Mountain Regionális Orvosi Központot, Kína néhány napon belül két sürgősségi terepkórházat épített: a Huoshenshan Kórházat és a Leishenshan Kórházat. A kórházakat 2020 márciusában fokozatosan felszámolták.
Március 23-án Todd T. Semonite altábornagy, az amerikai hadsereg mérnöki testületének főnöke jelezte, hogy folyamatban lévő erőfeszítéseket tesznek meglévő létesítmények, például szállodák, egyetemi kollégiumok és nagyobb csarnokok bérlésére, hogy azokat ideiglenesen egészségügyi létesítményekké alakítsák át.
Március 16-án Emmanuel Macron francia elnök bejelentette, hogy a Grand-Est régióban katonai kórházat hoznak létre, amely legfeljebb 30 intenzív ágyat biztosítana. A kórházat 7 nappal később tesztelték.
Március 8-ig Lombardia 482 új intenzív ágyat hozott létre. Lodi intenzív osztályának igazgatója arról számolt be, hogy a kórház minden egyes négyzetméterét, minden egyes folyosóját a súlyos Covid19-es betegek számára alakították át, 7-ről 24-re növelve az intenzív ágyak számát. Monzában március 17-én 3 új, egyenként 50 ágyas kórtermet nyitottak meg. Bergamóban a gasztrológiai, belgyógyászati és neurológiai osztályokat alakították át.

Az Egyesült Királyságban szinte a teljes magánegészségügyi ágykészletet lefoglalták, ami további 8000 ágyat jelentett. Az NHS England három Nightingale-kórházat hozott létre a hadsereggel közösen, hogy további 10-11 000 intenzív ágyat biztosítson, Skóciában egy másik 1000 ágyas kórházat hoztak létre, a cardiffi Principality Stadionban pedig egy 3000 ágyas kórházat. A kórházak parkolóiban ideiglenes kórtermeket alakítottak ki, a meglévő kórtermeket pedig átszervezték, hogy Angliában 33 000, Skóciában pedig 3000 ágyat szabadítsanak fel a Covid19-betegek számára. A birminghami repülőtér egyik hangárját 12 000 holttestet befogadó hullaházzá alakították át.

### Hullaházak
A New York-i hullaházak hiánya miatt a város parkokban történő ideiglenes temetést javasoltak.

## Egészségügyi dolgozók
Az egészségügyi dolgozóhiánynak számos tényezője van. Először is a pandémia miatti többletkereslet. Másodszor, a súlyos betegek ellátásának speciális jellege és az új munkamódszerekre való felkészülés időigénye a keresztszennyeződés megelőzése érdekében, egyes esetekben új típusú védőfelszerelésekkel (PPE). A harmadik tényező a személyzet elvesztése a világjárvány miatt, többnyire azért, mert saját maguk izolálódnak a tünetekkel (amelyek nem feltétlenül kapcsolódnak a betegséghez), vagy mert valamelyik családtagjuknál jelentkeznek a tünetek, de a betegség hosszú távú hatásai vagy a halálozás miatt is. Ez utóbbi eset az egész egészségügyi rendszerre vonatkozik, és megnehezíti a nem KOVID egészségügyi dolgozók személyzetének bevonását.
Az alkalmazott enyhítő intézkedések közé tartozik a katonai és sportorvosok, az utolsó éves orvosképzésben részt vevő orvosok, a magánszektorban dolgozók felvétele, valamint a nyugdíjas és az egészségügyi ágazatból elköltözött személyzet újbóli felvétele. A nem orvosi feladatokra más ágazatokból toboroztak személyzetet.
Az automatizálás az egészségügyben (folyamatautomatizálási megoldások, mesterséges intelligencia által vezérelt orvosi technológiák, ...) szintén segíthet az egészségügyi személyzet létszámának csökkentésében, és egyes berendezések, mint például a kiterjesztett valóság headsetek (Microsoft HoloLens, ...)) szintén segíthetnek csökkenteni az egészségügyi személyzet megbetegedésének és munkaképtelenségének lehetőségét, és a munkaerő-hatékonyság növelése révén csökkenthetik az egészségügyi személyzetre vonatkozó követelményeket.

### Betegek túlterhelése
A kezelhetetlen betegáradattal szembesülve mind a saját városában, mind más városokban az Egyesült Államokban, New York polgármestere, Bill de Blasio felszólította az amerikai szövetségi kormányt, hogy toborozzon további egészségügyi személyzetet a kereslet kielégítésére. Azt javasolta, hogy a toborzást egy olyan csoportból végezzék, amely magában foglalja a nyugdíjas orvosokat és ápolókat, magánsebészeket és más, a Covid19-betegeket nem aktívan ellátó személyeket, és azt javasolta, hogy szükség szerint osszák be és csoportosítsák át őket az ország különböző részeire, attól függően, hogy mely városok és államok várhatóan a leginkább érintettek egy adott időpontban.

### Elszigetelés és trauma
Lásd még: Mentális egészség a 2019-20-as koronavírus világjárvány idején
Ami Kínát illeti, az egészségügyi személyzet önelszigetelődik a családoktól és nagy érzelmi nyomás alatt áll.
Az egészségügyi dolgozók körében pszichológiai trauma várható.
Az AMA útmutatót készített az egészségügyi szervezetek számára a pszichoszociális trauma csökkentése és az egészségügyi személyzet valószínűségének növelése érdekében.

### Betegség és halál
Olaszországban legalább 50 orvos halt meg a Covid19-ben.
Az olaszországi Lombardiában a 2020. március közepi járvány kitörésekor az egészségügyi személyzet magas szintű megbetegedésről számolt be. Lodiban más szolgálatok orvosait hívták a Covid-betegek ellátására. Cremonában a betegfelvételek száma háromszorosa volt a szokásosnak, miközben a szolgálatok a személyzetük 50%-ával működtek. Március 12-én Olaszországban a 13 382 megbetegedés 8%-a egészségügyi dolgozó volt. Arról is beszámoltak, hogy a halálesetek 5-10%-a egészségügyi dolgozó volt. Március 17-én Bergamo régió egyik legnagyobb kórházában elfogytak az intenzív ágyak, a betegeket helikopterrel szállították más régiókba.
A spanyol esetek mintegy 14%-a egészségügyi személyzet.
Az USA-ban 2020 május végéig mintegy 62 000 egészségügyi dolgozót találtak fertőzöttnek, 291-en meghaltak (0,%).
Május végére Mexikóban 11 000 egészségügyi dolgozót találtak fertőzöttnek, ami az orvosi állományt kimeríti.

## Ipari termékek
A propánhiányt, amelyet a világjárvány idején az utazási kereslet csökkenése miatt lecsökkent kőolajtermelésnek tulajdonítottak, a mezőgazdasági termelést potenciálisan befolyásoló tényezőként említették. A világjárvány miatt megnőtt a propán iránti fogyasztói kereslet, mivel télen több ember maradt otthon, ami növelte a háztartási fűtés és főzés iránti igényt. Az Egyesült Államokban Kentuckyból, Louisianából és Wisconsinból propánhiányról számoltak be.
Az Egyesült Államokban a világjárvány fűrészáru- és acélhiányt okozott.

### Globális chiphiány
Számos autógyártó vállalat, például a General Motors, kénytelen volt leállítani a termelést több üzemében Észak-Amerikában a félvezetők hiánya miatt. A kielégíthetetlenül erős kereslet miatt a problémák valószínűleg 2022-ig elhúzódnak, és kihívást jelentenek a globális gyártás fellendülése szempontjából. Kelet-Ázsiában található a globális gyártókapacitás 75%-a, főként a TSMC és a Samsung. A chipgyártás nagyon vízigényes, és Tajvanon 2021-ben aszály volt, ami tovább súlyosbítja a problémát. A régiót gyakoriak a zavaró földrengések és a geopolitikai feszültségek, például a Strait-közi kapcsolatok és a 2021-es mianmari államcsíny.
A PlayStation 5, az Xbox X/S sorozatú Xbox és a Gaming PC-khez szükséges chipekből is hiány van, ami várhatóan legalább 2022-ig fennmarad.

## Gyógyszeripari termékek
Ez a rész bővítésre szorul. Ön is segíthet a kiegészítéssel. (2020. április)
Kritikus inhalációs gyógyszerhiány fenyegetett, mivel 2020 márciusában jelentősen megnőtt a Covid19-es esetek száma.

## Fogyasztási cikkek
Egyes napi fogyasztási cikkek esetében hiány alakult ki mind az ellátási láncok megszakadása, mind a kereslet megugrása miatt, ami az élelmiszerboltok üres polcaihoz vezetett. Az érintett termékek közé tartozott a toalettpapír, a kézfertőtlenítő, a tisztítószerek, a konzervek.
Különböző fogyasztási cikkek helyi hiányáról számoltak be, amelyek vagy az ellátási lánc megszakadása vagy a szokatlan kereslet miatt voltak hiányban, többek között fagyasztók és más háztartási gépek, varrógépek, 100 dolláros bankjegyek (egy New York-i bankban), kirakós játék, kettlebells, vér, sütőélesztő, New York-i örökbefogadandó kutyák és macskák, PlayStation 4, Nintendo Switch és Nintendo Switch Lite, laptopok és táblagépek, baromfi és uszodaklór.
Világszerte hiány volt kerékpárokból a nagy kereslet miatt, mind szabadidős használatra, mind ingázásra, mivel a járvány miatt sok helyen leállt a tömegközlekedés. A problémát súlyosbította a gyártás ezzel összefüggő csökkenése Ázsiában és Európában.
A kis aranyrudak és aranyérmék 2020 közepén hiányt szenvedtek, egyrészt az arany mint stabil befektetés iránti megnövekedett kereslet miatt, másrészt pedig azért, mert egyes finomítók és pénzverdék a zárlatok miatt leálltak.
Sok hiányt a sovány gyártásnak tulajdonítottak.

### Óvszerek
Március végén és április elején globális óvszerhiánnyal kapcsolatos aggodalmak merültek fel, miután néhány óvszergyártó üzem kénytelen volt bezárni vagy csökkenteni a működését, a kormány által előírt tartózkodási tilalomnak megfelelően, köztük a malajziai székhelyű Karex, a világ legnagyobb óvszergyártója. Ezt súlyosbították a szállítás késedelmei a behozatalra és a fuvarozásra vonatkozó nagyobb korlátozások miatt, mint például az óvszerszállítmányokra vonatkozó 18 napos egyiptomi karantén. Az óvszerhiány lehetősége különösen aggasztó az afrikai fogamzásgátlással és HIV-megelőzéssel foglalkozó csoportok számára.

### WC-papír és egyéb papírtermékek
A világjárvány miatt több országban, többek között Ausztráliában, Szingapúrban, Hongkongban, Kanadában, az Egyesült Királyságban és az Egyesült Államokban is hiány alakult ki vécépapírból. 2020 márciusában ezekben az országokban számos üzletben a vásárlók arról számoltak be, hogy üresek voltak a polcok mind a WC-papír, mind a kapcsolódó termékek, például a papírtörlő, a papírzsebkendő és a pelenkák polcai. Kezdetben ennek nagy részét a pánikvásárlásoknak tulajdonították. A fogyasztók mind az ellátási lánc megszakadásától, mind pedig attól kezdtek félni, hogy hosszabb karanténba kényszerülnek, ami megakadályozza őket abban, hogy WC-papírt és kapcsolódó termékeket vásároljanak, annak ellenére, hogy az ipar és a kormányzat megnyugtatta őket, hogy egyik sem valószínű, hogy bekövetkezik. Ennek eredményeképpen egyes fogyasztók elkezdték felhalmozni a WC-papírt, ami üres polcokról szóló jelentésekhez vezetett, ami viszont további félelmet keltett a WC-papírhiánytól, ami másokat is arra késztetett, hogy szintén felhalmozzák a WC-papírt.
A hiány hatására a Google-keresésekben hatalmas, több mint 4000%-os növekedés következett be csak a "WC-papír" kifejezésre vonatkozóan. Mindenütt megjelentek az alapvető ellátási helyek és eszközök, hogy segítsenek a közösségeknek a helyi források felkutatásában, mivel az online kiskereskedők nem tartottak készletet.
2020. április elejére azonban a pánikszerű vásárláson kívül további, a vécépapírhiányt kiváltó tényezőket is azonosítottak. Különösen az otthonmaradási parancsok következtében az emberek sokkal kevesebb időt töltöttek az iskolákban, munkahelyeken és más nyilvános helyeken, és sokkal több időt otthon, így ritkábban használták a nyilvános WC-ket és gyakrabban az otthoni WC-ket. Ez megterhelte az ellátási láncokat, mivel a nyilvános WC-kben és az otthoni WC-kben általában két különböző minőségű WC-papírt használnak: kereskedelmi WC-papírt és fogyasztói WC-papírt. A Georgia-Pacific előrejelzése szerint a fogyasztói WC-papír felhasználásának 40 százalékos növekedése az otthon maradás miatt következik be. A tekercsméret, a csomagolás, valamint az ellátási és elosztási hálózatok közötti különbségek miatt a vécépapírgyártók várhatóan nehezen tudják majd átállítani a termelést a kereskedelmi és az otthoni használat közötti keresletváltás miatt, ami a pánikszerű vásárlások megszűnése után is tartós hiányt okozhat. A bidék eladása is megnőtt, ami segíthet csökkenteni a WC-papír iránti igényt.
A Wall Street Journal 2021 áprilisában lényegében véget értnek nyilvánította a hiányt.

### Alumíniumdobozok
Az italok fogyasztásának a nyilvános helyekről az otthonokba való áthelyeződése alumínium (alumínium) dobozhiányt okozott az Egyesült Államokban.

## Egyéb
Franciaországban a zárt határok miatt, amelyek megakadályozták a külföldi idénymunkások beutazását az országba, a mezőgazdasági miniszter felhívást intézett munkanélküli önkéntesekhez, hogy vegyék fel a kapcsolatot az eperfarmokkal, hogy a szokásos minimálbérért segítsenek a termés begyűjtésében.
A laboratóriumi egereket selejtezik, és egyes törzseket a zárlatok miatt hiány fenyegeti.
Az Egyesült Államokban a társadalmi távolságtartás miatt véradóhiány alakult ki. Az Egyesült Államokban paprikahiány lépett fel, amely 50%-kal megemelte a pepperoni árát. Amerikai éttermekben ketchuphiányt tapasztaltak.

### Érmék
Az Egyesült Államokban érmehiányról is beszámoltak, mivel az érmék forgalma leállt. Az érmék bankokon, üzleteken és fogyasztókon keresztüli normális forgalma minden lépésben megszakadt. A zárlat miatt mind a bankok, mind az üzletek bezártak. A fogyasztók is visszariadtak a készpénzhasználattól, amikor a WHO, az NIH és a CDC egészségügyi figyelmeztetései szerint a készpénz és az érmék használata terjesztheti a vírust. Ezért az érmék nem mozogtak a gazdaságban. A hiányt tovább súlyosbította, hogy az Egyesült Államok Pénzügyminisztériuma az év elején engedélyezte kevesebb érme verését, hogy a világjárvány idején megvédje a dolgozókat.

### Fegyverek és lőszerek
Az Egyesült Államokban kitört Covid19-világjárvány és az országon belüli polgári zavargások következtében sokan számoltak be fegyver- és lőszerhiányról a pánikszerű vásárlások következtében, mivel sok fegyverbolt és kiskereskedő korlátozta a megvásárolható lőszerek mennyiségét.

## Fordítás
Ez a szócikk részben vagy egészben  a   Shortages related to the COVID-19 pandemic című angol Wikipédia-szócikk fordításán alapul.  Az eredeti cikk szerkesztőit annak laptörténete sorolja fel. Ez a jelzés csupán a megfogalmazás eredetét és a szerzői jogokat jelzi, nem szolgál a cikkben szereplő információk forrásmegjelöléseként.